# Agénor de Gramont (duca 1851)
Antoine Alfred Agénor de Gramont (Parigi, 22 settembre 1851 – Parigi, 30 gennaio 1925) è stato un nobile francese, XI duca di Gramont.

## Biografia
Era il figlio del duca Agénor de Gramont, e di sua moglie, Emma MacKinnon. 
Frequentò l'École spéciale militaire de Saint-Cyr, raggiungendo il grado di sottotenente.
Nel 1880 successe al padre al titolo di duca di Gramont.

## Matrimoni

### Primo Matrimonio
Sposò, il 21 aprile 1874, la principessa Isabelle de Beauvau-Craon (1852-1875), figlia del principe Marc de Beauvau-Craon. La coppia visse separata: il duca a Melun e la duchessa a Nancy con i suoi genitori. Ebbero una figlia:
- Antonia Corisande Élisabeth de Gramont (1875-1954), sposò Aimé François Philibert de Clermont-Tonnerre, ebbero due figlie.

Sua madre morì due giorni dopo per febbre puerperale.

### Secondo Matrimonio
Sposò, il 10 dicembre 1878, Marguerite de Rothschild (1855-1905), figlia del barone Mayer Carl von Rothschild. Ebbero tre figli:
- Armand de Gramont (1879-1962);
- Corisande (1880-1977), sposò Helie de Noailles, ebbero due figli;
- Louis-René de Gramont (1883-1963), sposò Antoinette de Rochechouart-Mortemart, ebbero quattro figli.

Grazie alla ricchezza della moglie, nel 1880 acquistò il castello di Crénille a Chaumes-en-Brie, prima di far costruire a Mortefontaine nel 1894 il castello di Vallière.

### Terzo Matrimonio
Sposò, il 3 agosto 1907, la principessa Maria Ruspoli (1888-1976). Ebbero due figli:
- Gabriel, conte de Gramont (1908-1943), sposò Marie Hélène Negroponte, ebbero un figlio;
- Gratien (1909)